# Stazione di Leicester
La stazione di Leicester (in inglese Leicester railway station) è la principale stazione ferroviaria di Leicester, in Inghilterra.